# Lingua ignota

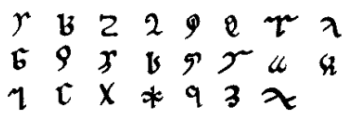
Le 23 litterae ignotae di Ildegarda.

La lingua ignota (lat.) è un sistema alfabetico ideato nel XII secolo dalla badessa Ildegarda di Bingen del monastero di Rupertsberg, che lo utilizzava per fini mistici. Questo particolare linguaggio utilizza un alfabeto di 23 lettere, definite litterae ignotae (lettere ignote, in italiano). Ildegarda descrisse parzialmente la lingua in un'opera intitolata Lingua ignota per simplicem hominem Hildegarden prolata della quale, tuttavia, sono sopravvissuti solo due manoscritti, entrambi risalenti al 1200: il Codice di Wiesbaden e un codice di Berlino. Il testo è un glossario contenente 1011 vocaboli appartenenti alla lingua ignota, con traslitterazione per la maggior parte in latino, e in tedesco medievale; le parole sembrano essere a priori neologismi, per lo più nomi con qualche aggettivo. Sotto l'aspetto grammaticale, sembra essere una parziale rilessificazione della lingua latina: la lingua ignota è stata ideata, infatti, adattando un nuovo vocabolario alla grammatica latina preesistente.

## Origine

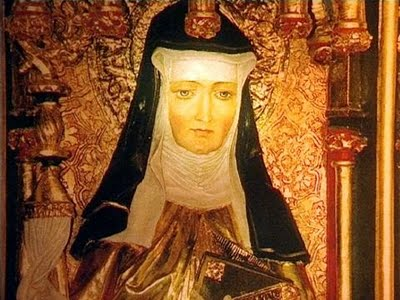
Ildegarda di Bingen, ideatrice della lingua ignota.

Non è del tutto certo per quale scopo Ildegarda abbia ideato la lingua ignota, benché ne sia stata ipotizzata una originaria valenza musicale, né si sa se altri abbiano avuto familiarità con essa. Nel XIX secolo alcuni credevano che Ildegarda avesse ideato il suo linguaggio per proporre una lingua universale che unisse tutti gli uomini (per questo motivo santa Ildegarda è riconosciuta oggi come la patrona degli esperantisti). Tuttavia, è generalmente accettato che la lingua ignota sia stata concepita come un linguaggio segreto, simile alla "musica inaudita" di Ildegarda, della quale ella avrebbe avuto conoscenza per ispirazione divina. Questa lingua, ideata nel XII secolo, può essere considerata come una delle più antiche lingue artificiali conosciute.
In una lettera, il suo amico e prevosto Wolmarus, temendo che Ildegarda potesse morire entro breve tempo, le chiedeva: ubi tunc vox inauditae melodiae? et vox inauditae linguae? (Dov'è ora la voce dell'inaudita melodia? E la voce dell'inaudita lingua? ). Ciò suggerisce l'ipotesi che l'esistenza del linguaggio di Ildegarda fosse noto, ma che, al di fuori della santa, nessuno lo conoscesse e che, pertanto, non se ne sarebbe potuta perpetuare la conoscenza.

## Testo campione
L'unico testo oggi esistente della lingua ignota è il seguente passo breve:
O orzchis Ecclesia, armis divinis praecincta, et hyacinto ornata, tu es caldemia stigmatum loifolum et urbs scienciarum.
O, O tu es crizanta etiam in alto sono, et es chorzta Gemma.
Queste due frasi sono scritte per lo più in latino, con cinque parole chiave in lingua ignota, (orzchis, caldemia, loifolum, crizanta, chorzta), ma solo una di queste è stata inequivocabilmente trovata nel glossario (loifol "la gente"): è quindi chiaro che il vocabolario fosse più ricco del glossario di 1011 vocaboli (Higley ha trovato delle corrispondenze verosimili con altri due vocaboli ):
"O Ecclesia orzchis, cinta con le armi divine, e ornata di giacinto, tu sei la caldemia delle ferite della loifol, e la città delle scienze. O, O, tu sei il crizanta, e tu sei il chorzta gioiello.
Loifol "gente" apparentemente è flesso in latino: loifol-um, concordato con stigmatum, il genitivo plurale di stigma. 
Newman (1987)  ipotizza la traduzione: "O sconfinata Chiesa, / cinta dalle braccia divine / e ornata di giacinto, / tu sei il balsamo delle ferite delle nazioni / e la città delle scienze. / O, O, tu sei consacrata/ tra un suono nobile, / e tu sei un gioiello risplendente."

## Il glossario
Il glossario è stilato in ordine gerarchico, fornendo anzitutto i vocaboli per Dio e per gli angeli, seguiti da quelli per gli esseri umani e per i rapporti familiari, seguiti dai termini per le parti del corpo, le malattie, i gradi religiosi e civili, gli artigiani, i giorni, i mesi, l'abbigliamento, gli utensili di casa, le piante, e alcuni uccelli e insetti. I termini per i mammiferi sono carenti (a eccezione del pipistrello, ualueria, elencato tra gli uccelli, e il Grifone, argumzio, un animale mitologico mezzo mammifero, elencato anche tra gli uccelli).
Le prime 30 voci sono (da Roth 1880):
- Aigonz: Deus (Dio)
- Aieganz: angelus (Angelo)
- Zuuenz: sanctus (santo)
- Liuionz: Salvator (Salvatore)
- Diueliz: Diabolus (diavolo)
- Ispariz: Spiritus (Spirito)
- Inimois: homo (essere umano)
- Jur.: vir (uomo)
- Vanix: femina (donna)
- Peuearrez: patriarcha (patriarca)
- Korzinthio: propheta (profeta)
- Falschin: vate (vate)
- Sonziz: apostolus (apostolo)
- Linschiol: martir (martire)
- Zanziuer: confessore (testimone della fede)

- Vrizoil: Virgo (Vergine)
- Jugiza: vidua (vedova)
- Pangizo: penitens (penitente)
- Kulzphazur: attavus (bis-bis-bisnonno)
- Phazur: Avus (nonno)
- Peueriz: Pater (padre)
- Maiz: Maler, mater (madre)
- Hilzpeueriz: nutricus (patrigno)
- Nilzmaiz: noverca (matrigna)
- Scirizin: filius (figlio)
- Hilzscifriz: privignus (figliastro)
- Limzkil: infans (neonato)
- Zains: Puer (ragazzo)
- Zunzial: iuvenis (giovane)
- Bischiniz: adolescens (adolescente)

La composizione nominale può essere osservata in peueriz "padre": hilz-peueriz "patrigno ",maiz " madre ":nilz-maiz " matrigna "! - o piuttosto hilz-maiz? e scirizin "figlio":hilz-scifriz "figliastro", così come phazur: Külz-phazur . Derivati da peueriz "father", peuearrez "patriarch" utilizzati come suffissi.

## Edizioni
- Wilhelm Grimm (1848), che elenca solo 291 glosse con traduzione in tedesco
- Roth (1880) , costituito dal 1011 glosse.
- Descemet, Analecta di Pitra (1882), che elenca solo 181 glosse con i nomi delle piante.
- Portmann e Odermatt (1986)
- Higley (2007), l'intero glossario Riesencodex, con aggiunte dal manoscritto di Berlino MS, traduzioni in inglese, e ampio commento.